# Соборяне
«Соборя́не» — роман-хроника Николая Лескова, написанный в 1866—1872 годах. Повествует о последних годах жизни двух священников и дьякона в вымышленном городе Старгороде. Входит в трилогию «старгородских хроник» вместе с неоконченной повестью «Старые годы в селе Плодомасове» и романом «Захудалый род».
Критики называют роман самым удачным из романов Лескова.

## Сюжет

Бронзовые скульптуры протоиерея Савелия Туберозова, священника Захарии и дьякона Ахиллы у памятника Н. С. Лескову в Орле

Протоиерей Савелий Туберозов — благочинный округа и настоятель собора в вымышленном провинциальном городке Старгороде. Как и другие «соборяне» —  священник Захария Бенефактов и дьякон Ахилла Десницын, отец Савелий твердо верит в идеалы православия. Не желая идти на компромиссы, он вступает в конфликт с церковным начальством и местными властями, старающимися его подкупить. Последние ожидают, что он искоренит раскол (старообрядчество) в пользу официального православия и будет сообщать о политически неблагонадёжных. Туберозову противостоят школьный учитель-нигилист Варнава Препотенский и политический провокатор Измаил Термосесов, секретарь князя Борноволокова, ревизора, прибывшего в Старгород. Туберозов отказывается подчиниться и осуждает насильственную борьбу со старообрядчеством как варварство. В конце романа Туберозов произносит речь, обвиняя местных господ в эксплуатации крестьян и насилием над сельским населением. Он созывает местных чиновников на молебен и читает проповедь, больше похожую на политическую речь, обещая наказание власть имущим, которые относятся к своим людям как к животным. Термосесов пишет на отца Савелия донос, который угрозами заставляет подписать Борноволокова. Туберозов переживает многочисленные унижения, после чего его запрещают в служении (запрет снят сразу после смерти). Он заболевает и умирает. Дьякон Ахилла вскоре гибнет из-за несчастного случая, а отец Захария умирает от естественных причин в самый день Пасхи.

## Персонажи
- Протоиерей Савелий Туберозов
- Наталья, его жена
- Дьякон Ахилла Десницын
- Священник Захария Бенефактов
- Князь Борноволоков, ревизор
- Измаил Термосесов, его секретарь
- Варнава Препотенский, школьный учитель
- Марфа Андреевна Плодомасова, помещица
- Николай Афанасьевич, её слуга, «плодомасовский карлик»
- Бизюкина, чиновница
- Воин Порохонцев, капитан-исправник
- Предводитель Пармен Семенович Туганов

## История создания и публикации
Первая книга была опубликована в журнале «Отечественные записки» в 1867 году (№ 3—4) под названием «Чающие движения воды. Романическая хроника». На таком жанровом определении (хроника) настоял сам автор:

Усердно прошу Вас… в объявлении при следующей книжке не печатать «большое беллетристическое произведение», а объявить, прямо… «Романическая хроника» — «Чающие движения воды», ибо это будет хроника, а не роман. Так она была задумана, и так она и растет по милости Божией. Вещь у нас мало привычная, но зато и поучимся.
Из-за разногласий с Краевским, который редактировал и сокращал роман без согласия автора, публикация в «Отечественных записках» была прервана.
В 1868 году первые восемь глав были переработаны и напечатаны в журнале
«Литературная библиотека» (№ 1—2) под заголовком «Божедомы (Эпизоды из неоконченного романа „Чающие движения воды“)». Продолжения не последовало, так как журнал был закрыт.
Лесков предложил «Божедомы» В. В. Кашпирёву для нового журнала «Заря», первый выпуск которого намечался на 1869 год, однако между автором и издателем начались недоразумения. В 1870 году он попытался отдать роман в славянофильский журнал С. А. Юрьева «Беседа», однако определённого ответа от редактора не дождался.
Полностью хронику удалось опубликовать только в 1872 году в журнале «Русский вестник» (№ 4—7). Роман вышел под окончательным названием «Соборяне» и с посвящением писателю графу А. К. Толстому. Отдельной книгой «Соборяне» вышли в Санкт-Петербурге в 1878 году.
В первой редакции романа Лесков больше внимания уделял описанию жизни Старгорода, впоследствии повествование было сосредоточено на судьбе главных героев — священников, прежде всего Савелия Туберозова. Кроме того, во вторую часть романа вошёл очерк «Плодомасовские карлики» (1869) из повести-хроники «Старые годы в селе Плодомасове».
В первой редакции большее значение придавалось фигуре Константина Пизонского: он явно соотносился с Туберозовым. Впоследствии история Пизонского и Платониды была исключена из романа и легла в основу повести «Котин доилец и Платонида» (1867).

## Художественные особенности
«Соборяне» — один из первых романов-хроник в русской литературе. Сам автор определил произведение как «хронику», тем самым противопоставил его традиционному роману, построенному на крепкой и ясной интриге. В «Соборянах» сюжет не имеет чёткого начала и конца, сюжет построен как «цепь анекдотов», отношение автора к происходящему неоднозначно, несмотря на симпатии автора и антинигилистичесую линию. Старгород задумывался как микрокосм старой Руси, и его символическое значение вызывается серией параллелей с древнерусской литературой и фольклором. Туберозов создан по образцу протоиерея Аввакума, отец Захария — святых, веривших в непротивление злу, а Ахилла представлен как один из героев русского народного эпоса, многие события романа — отсылки к нему. Роман также примечателен сказом туберозовского дневника, «сильным и самобытным стилем», книжным оборотом, церковнославянизмами и библейскими цитатами.

## Критика
Как и другие произведения Лескова, ряд критиков встретил «Соборян» отрицательно из-за «антинигилистической» репутации писателя, а также в данном случае из-за одиозной репутации журнала «Русский вестник». Однако критики каждого из лагерей оценили образ Туберозова. После «Соборян» в Лескове, прежде известного лишь как автора тенденциозных «реакционных» романов «Некуда» и «На ножах», начали видеть и крупного художника-реалиста. 
В «Соборянах» писатель снова критикует нигилистов, о чём известный критик Николай Михайловский писал, что для Лескова «не существует предел „Некуда“». Виктор Буренин обвинил Лескова в пошлом «стебницизме» (по старому псевдониму Лескова — Стебницкий), попытке три раза издать один и тот же текст и в плагиате, поскольку Буренин предполагал, что дневник отца Савелия является настоящим дневником священника:

Протопоп Туберозов лицо, удавшееся автору и изображенное довольно добросовестно. Особенно у г. Лескова вышел хорош дневник этого, протопопа: по моему мнению, этот дневник есть лучшее произведение автора «Некуда», если только он его произведение, а не извлечен, хотя частично, из какого-либо настоящего дневника, писанного не для печати. Прошу г. Лескова не обижаться таким предположением: если оно несправедливо — я извиняюсь перед автором заранее, и он, кроме того, может утешаться тем, что ведь такое предположение есть лучшая похвала его авторскому искусству.
Положительные отзывы о «Соборянах» исходили от критиков в консервативной печати, например, от Василия Авсеенко, и от духовных писателей: так, историк и публицист Александр Вишняков в своём подробном разборе (1876) романа в журнале «Православное обозрение». Вишняков писал, что Лескову удалось создание «живого литературного типа доброго пастыря» и уйти от сложившейся в литературе традиции карикатурного образа священников. Известно, что Лескова посещали священники, чтобы рассказать, «с каким вниманием прочли мы его прекрасный роман и сообщить кое-что из своей жизни».
Анонимный рецензент журнала «Гражданин», редактируемого Фёдором Достоевским, писал, что «Соборяне» — «капитальное произведение… которое можно поставить в один ряд с „Войной и миром“ Толстого и „Бесами“ Достоевского». Однако автор отзыва не оценил «антинигилистическую» линию романа:

вторые лица… или совершенно бледны и бескровны, как весь персонаж уездных властей, или слишком готовы на все для автора, слишком марионетны, как межеумок Препотенский… или же совершенно невозможны и отвратительны, как так наз. нигилисты: мошенник Термосесов и Бизюкина; эти двое последних составляют величайший непоэтический грех нашего автора: это не только не типы, это даже не карикатуры… нет, это просто созданья какого-то кошмара.
После этого Лесков не изображал карикатуры нигилистов в своих произведениях.
По мнению филологов, автором рецензии был писатель и публицист крайне консервативных взглядов Владимир Мещерский.
Роман Лескова положительно оценил также Иван Гончаров.
В 1925 году литературовед Д. П. Святополк-Мирский писал:

За этими ранними рассказами последовали серия Хроник выдуманного города Старгорода, «русского Барчестера», поскольку за одну из них английский критик уже назвал Лескова «русским Троллопом». Они составляют трилогию: Старые годы в селе Плодомасове (1869), Соборяне (1872) и Захудалый род (1875). Вторая из этих хроник — самое популярное из лесковских произведений. Речь в ней идет о старгородском духовенстве. Глава его, протопоп Туберозов — одно из самых удавшихся Лескову изображений «праведника». Дьякон Ахилла — великолепно написанный характер, из самых изумительных во всей портретной галерее русской литературы. Комические эскапады и бессознательное озорство огромного, полного сил, совершенно бездуховного и простодушного как ребенок дьякона и постоянные реприманды, которые он получает от протопопа Туберозова, известны каждому русскому читателю, а сам Ахилла стал общим любимцем. Но вообще Соборяне вещь для автора нехарактерная — слишком ровная, неторопливая, мирная, бедная событиями, нелесковская. Для любой из типичных для него вещей самая мысль о сравнении с Троллопом показалась бы нелепой.

## Адаптации

### Драматургия
- Пьеса «Соборяне» Нины Садур

### Постановки в театре
- 1992 — Театр имени Вахтангова
- 2022 — «Чающие движения воды», постановка в Мастерской Петра Фоменко

## Издания в СССР
Хотя в советской литературной критике роман оценивался как значимое литературное произведение и начало преодоления Лесковым «реакционного влияния» и включался во все собрания сочинений, отдельно он в СССР выходил только дважды: в 1960 году и в 1986 году (Омск), последнее — единственное иллюстрированное издание.

### Список советских изданий
- Н. С. Лесков. Собрание сочинений в 11 томах / Серман, Илья Захарович. — Л.: ГИХЛ, 1957. — Т. 4. — 350 000 экз.
- Н. С. Лесков. Соборяне. Хроника. — Л.: ГИХЛ, 1960. — 110 000 экз.
- Н. С. Лесков. Собрание сочинений в шести томах / Б. Я. Бухштаб. — М.: Правда, 1973. — Т. 2. — 375 000 экз.
- Н. С. Лесков. Соборяне / И. В. Столярова. — Омск: Омское книжное издательство, 1986. — 120 000 экз.
- Н. С. Лесков. Собрание сочинений в 12 томах / В. Ю. Троицкий. — М.: Правда, 1989. — Т. 1. Соборяне. На краю света. Запечатленный ангел. — 1 700 000 экз.